# Emmi Elert
Emmi Elert geboren als Emmi Freiin von Eelking (* 25. August 1864 in Bremen; † 27. Oktober 1927 in Bad Bertrich) war eine deutsche Schriftstellerin.

## Leben

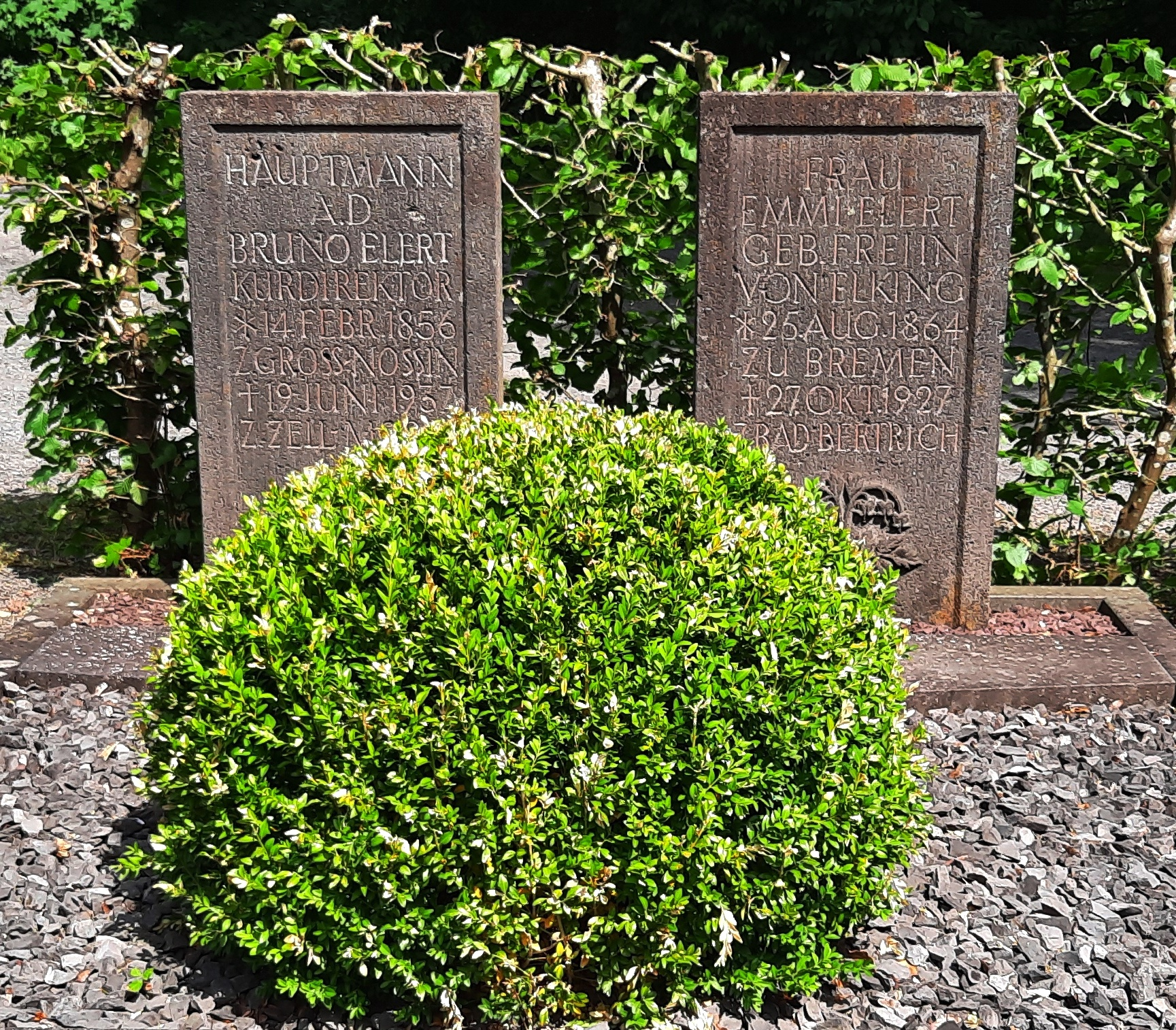
Grab von Bruno und Emmi Elert in Bad Bertrich

Emmi Elert war das jüngste Kind des Mediziners Johann Hermann Georg Friedrich von Eelking (1818–1884). In ihrer Jugend genoss sie, wie sie selbst sagte, „all das was die damalige Zeit an Bildung für die höhere Tochter bot.“ 1884 heiratete sie den Leutnant Bruno Elert vom Schlesischen Jäger-Bataillon Nr. 5 in Görlitz. Nach der Versetzung nach Hirschberg und Marburg zogen sie 1888 nach Westfalen auf Schloss Schwarzenau und von dort 1899 nach Bad Bertrich, da ihr Ehemann dort eine Stelle als staatlicher Badekommissar erhalten hatte. Nach ersten literarischen Versuchen durch die Herausgabe von Briefen ihres Großvaters über die Schlacht bei Waterloo und weiteren kleinen Feuilletons publizierte sie 1901 ihr erstes Buch mit dem Titel Führer durch das königliche Bad Bertrich, das Moselgebiet und die vulkanische Eifel. Mit ihrem ersten Roman Auf vulkanischer Erde, der 1903 veröffentlicht wurde, gelang ihr der schriftstellerische Durchbruch. In Bad Bertrich lernte sie die Dramatikerin Clara Viebig kennen, mit der sie ein gutes freundschaftliches Verhältnis pflegte. Bis 1914 verfasste sie insgesamt 11 Werke, von denen zwei später als Grundlage für Verfilmungen dienten, u. a. für das deutsche Stummfilmmelodram Die Ehe der Luise Rohrbach aus dem Jahr 1917.

## Publikationen (Auswahl)
- Führer durch das königliche Bad Bertrich, das Moselgebiet und die vulkanische Eifel, Cochem: Wieprecht, 1902. OCLC 612842782
- Auf vulkanischer Erde, Berlin F. Fontane & Co., 1903.[2] OCLC 250323326
- Funken unter der Asche; Roman, Berlin, 1904.[3] OCLC 55342872
- Zaungäste des Glücks, Berlin F. Fontane & Co. 1905. OCLC 604317427
- Die Grundmühle, Berlin: F. Fontane & Co., 1908. OCLC 250322978
- Kameraden, Berlin Fontane, 1910.  OCLC 250322504
- In falschen Geleisen, Dresden Reißner, 1912. OCLC 250322963
- Des Gesetzes Freipaß Roman, Dresden Reißner, 1913. OCLC 72643849
- Heimat Landstrasse; Roman, Dresden, C. Reissner, 1914. OCLC 7299374
- Lebende Fackeln; Roman, Dresden (u. a.), Reißner, 1911.[4] OCLC 250322473

## Filmvorlagen
- Die Ehe der Luise Rohrbach, 1917
- Tragödie einer Ehe, 1927